# Храм Святителя Иннокентия Иркутского (Лабдарин)
Храм святителя Иннокентия Иркутского (кит. 圣英诺肯提乙堂) — действующий православный храм Китайской автономной православной церкви в городе Лабдарин (Лабудалинь) городского уезда Аргунь городского округа Хулун-Буир автономного района Внутренняя Монголия. С момента постройки храм не имеет постоянного священника, и местные православные миряне молятся в храме самостоятельно.

## История
До «культурной революции» на территории Трёхречья действовали восемнадцать храмов, в том числе деревянный храм Иннокентия Иркутского в Лабдарине, и один монастырь, объединенные в Трёхреченское благочиние Харбинской епархии. Численность православных христиан Трёхречья достигала 28 тысяч человек (по максимальным оценкам), работали 9 русских школ. К 1967 году все храмы были уничтожены. Священников к тому времени здесь не осталось.
Отсутствие в течение нескольких десятилетий пастырского окормления и церковной литературы привело практически к полному забвению местными православными канонических молитв, подавляющего большинства христианских праздников, имён святых и т. д. В то же время ими осознавалось значение таинства крещения, хотя и проявлялось это лишь в понимании, что нужно быть крещёным, повсеместно не прервалась традиция отмечать Пасху и Вознесение, а в некоторых сельских группах также Троицу, Девятую Пятницу, Петра и Павла, с присущей им празднично-религиозной и обрядовой атрибутивностью.
Но о том, что здешние люди ещё хранят православие, долгое годы не было никаких сведений. Как писал священник Дионисий Поздняев: «Известно было о разрушении храмов в 1966—1967 годы, об отъезде русских беженцев в Австралию и СССР. Но не было никаких сведений о том, что православная вера в Трехречье сохранилась и сегодня — об этом никто не говорил и, пожалуй, не знал ни в Посольстве России в Пекине, ни в Генеральном консульстве в Шэньяне».
Священник Дионисий Поздняев приводит сведения казначея прихода Михаила: «В начале 90-х годов один из местных русских жителей, нынешний староста прихода Геннадий, работал в Народном Правительстве Лабдарина начальником отдела национальностей и культов и тогда, занимая этот пост, смог добиться разрешения на строительство храма. Власти приняли также решение о финансировании этого строительства. Строили долго — с 1991 по 1999 год, что связано было с затянувшимся финансированием. Власти потратили на строительство храма 300 тысяч юаней». В храм были перенесены некоторые уцелевшие иконы из разрушенных храмов Трёхречья.
Тем не менее, об этом не было известно руководству Русской православной церкви. В декабре 2000 года Лабдарин посетил сотрудник ОВЦС священник Дионисий Поздняев, так описавший это путешествие:

При въезде в этот крошечный городок (в нем проживает около 30 000 человек), на одной из главных улиц города, на видном месте стоит новый большой храм. Его неожиданное появление в монгольской степи создает впечатление пустынных миражей, но по мере приближения к храму я понимаю, что это реальность. Синее небо, красные стены храма, зелёный купол — насыщенные краски заставляют поверить, что храм — не мираж. Но внутри храм абсолютно пуст — стены слепят глаза свежей побелкой, в одном углу ещё не убраны леса. На колокольне нет колоколов.
Нас встречает казначей прихода Михаил — один из тех, по чьей инициативе храм был построен. Михаил подтверждает сведения Павла Андреевича Суслова, согласно которым сейчас в Трехречье живёт 8 тысяч потомков русских при общей численности населения в 90 тысяч человек. Все они считают себя православными по вере, но крещено только старшее поколение — около 2,5 тысячи человек.
Старшие говорят по-русски, а их дети и внуки — в основном по-китайски, хотя по-русски многие понимают. Есть поселки православных тунгусов и якутов. <…>
На 14 декабря [2000 года] в одном из домов назначено проведение «приходского собрания». Собрался народ не только из Лабдарина, но и из других посёлков, в том числе и из поселка Эньхэ (станица Караванная) — административного центра русского национального уезда. «Приходское собрание» выбрало старосту и казначея. Поговорили и о проблемах прихода — негде пока взять иконостас и церковную утварь, старшее поколение утратило опыт церковной жизни, а младшее его и не имело. Тысячи людей, православных по вере, не крещены, многие не венчаны — последний священник умер здесь в начале 60-х годов. Острая необходимость прихода — выбор кандидата для обучения в Духовных школах.

27 декабря 2000 года Священный синод Русской православной церкви постановил «Временное архипастырское попечение о пастве Китайской автономной православной церкви, проживающей в автономном районе Внутренняя Монголия Китайской Народной Республики, возложить на епископа Читинского и Забайкальского Евстафия в координации с Отделом внешних церковных связей Московского патриархата».
Епископу Читинскому Евстафию (Евдокимову) в порядке братской помощи китайским верующим поручалось доставить в храм внутреннее убранство и договориться с китайскими властями о его освящении. Средства были выделены Патриархом Алексием II, храму были подарены иконостас, утварь и богослужебные облачения. Однако, доставить церковный груз в Китай не удалось, потому что китайские таможенники ожидали специального разрешения от вышестоящих властей. Несколько лет церковные принадлежности хранились в приграничном городке Приаргунске. Это делало невозможным освящение храма. На встрече с участниками Архиерейского Собора Русской православной церкви президент России сообщил о своем намерении затронуть эту проблему в ходе своего визита в Китай. Только в 2008 году удалось доставить из России иконостас и установить в храме.
30 августа 2009 года храм был освящён проживающим в Шанхае старейшим клириком Китайской автономной православной церкви священником Михаилом Ваном, которому сослужил настоятель Петропавловского прихода в Гонконге протоиерей Дионисий Поздняев. На освящение приехали также православные верующие из Хайлара, Харбина, Шанхая, Пекина и русских сёл района Трёхречья. Это было первое освящение православного храма в Китае более чем за полвека. По окончании богослужения протоиерей Дионисий Поздняев провел переговоры с прибывшей на церемонию освящения храма директором 4-го департамента Государственного управления по делам религий госпожой Ван Яньмин. К тому времени этот храм был одним из четырёх официально действующих православных храмов в Китае, наряду с Покровским храмом в Харбине, храмом святителя Николая в Кульдже и храмом святителя Николая в Урумчи.

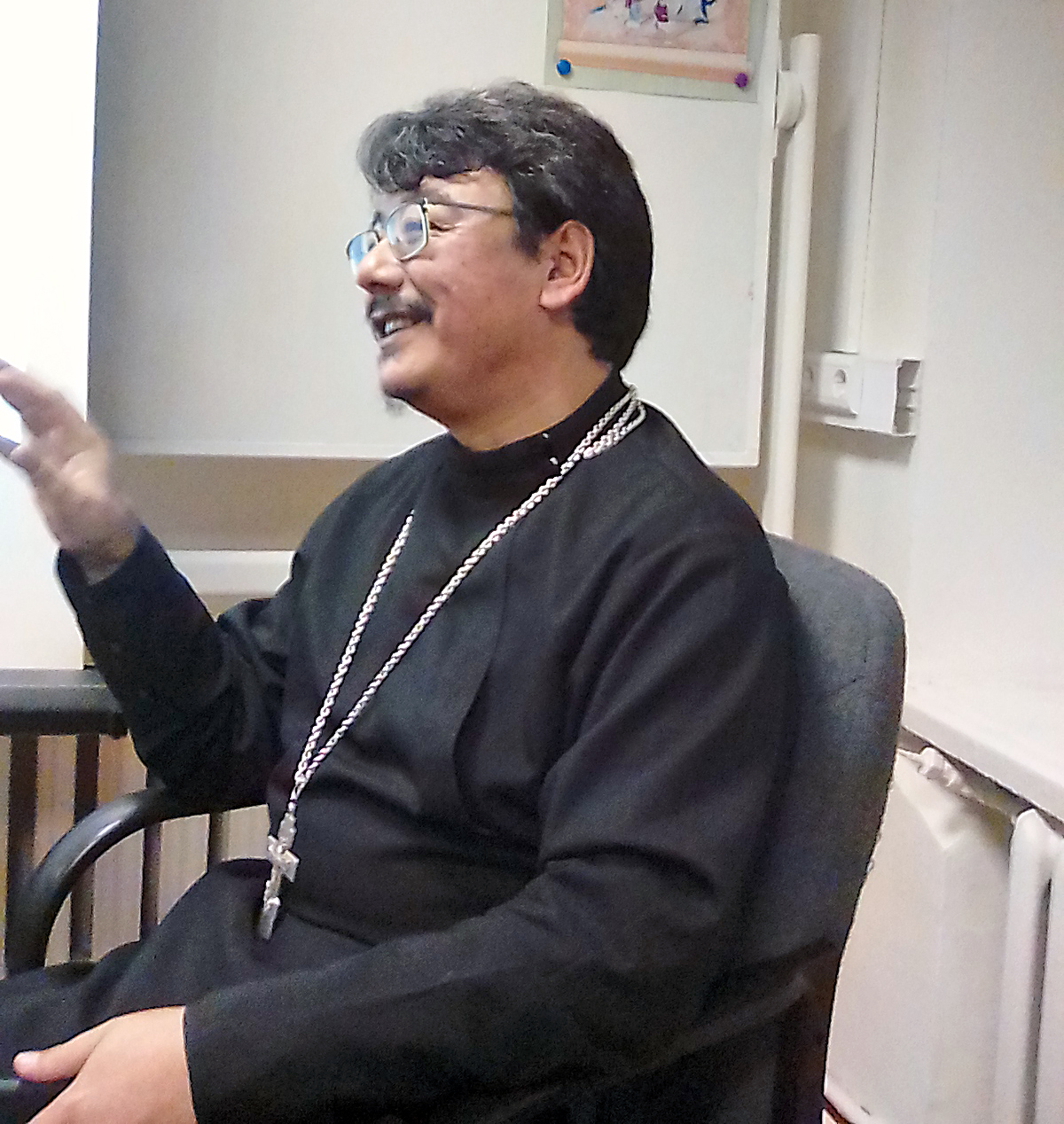
Священник Павел Сунь

В зимнее время богослужения совершаются по домам прихожан по причине отсутствия в храме отопительной системы. Жизнь прихода в этот период описывалась так: «Богослужения в церкви проводятся редко и без священника имеют характер молитв мирян, то есть совершаются по мирскому чину. По словам Павла Сунь, в 2015 году даже на Пасху в церковь собралось не более пятидесяти человек, причиной чего являются преклонный возраст прихожан, проживание многих в деревнях, удалённых от Лабдарина, а также „некрепость“ в вере основного состава „русской народности“ Трёхречья. Действительно, большинство прихожан — пожилые женщины, иногда в церковь приходят их дети, очень редко, по праздникам, — внуки. В церкви проводятся крещения водой, „огружением“. При похоронах верующего прихожане его отпевают. В церкви есть православная литература на русском и китайском языках, календари, которыми пользуются верующие».
16 мая 2015 года в храме совершил литургию председатель ОВЦС митрополит Волоколамский Иларион (Алфеев) в сослужении заместителя председателя ОВЦС протоиерея Николая Балашова, настоятеля Успенского храма в Пекине священника Сергия Воронина и секретаря председателя ОВЦС диакона Александра Карзана.
21 ноября 2018 года впервые за многие десятилетия для данного храма был рукоположен священник — иерей Павел Сунь, который сказал по этому поводу: «Когда я вернусь в Китай, то буду служить в храме в провинции Аргунь автономного района Внутренняя Монголия. Теперь в нашем районе тоже будет настоящее богослужение. У нас очень верующие люди, но малообразованные и большинство из них уже пожилые. Однако я рад, что Христос доверил мне служить Ему и людям в моей стране, ведь я принял это решение уже больше двадцати лет назад».
В апреле 2019 года на сайте Patriarchia.ru было сообщено, что священник Павел Сунь совершил пасхальные богослужения в Иннокентиевском храме.